# Кечинари
Кечинари (груз. კეჭინარი) — село в Грузии, на территории Самтредского муниципалитета края (мхаре) Имеретия.

## География
Село находится в западной части Грузии, к северу от реки Риони, на расстоянии 6 километров к востоко-северо-востоку от города Самтредиа, административного центра муниципалитета. Абсолютная высота — 44 метра над уровнем моря.

## Население
По результатам официальной переписи населения 2014 года, в Кечинари проживал 251 человек (121 мужчина и 130 женщин). В национальной структуре населения грузины составляли 100 %.
| Год  | Население, человек |
| ---- | ------------------ |
| 2002 | 179                |
| 2014 | ↗ 251              |